# På spaning efter den tid som flytt. 2, I skuggan av unga flickor i blom
På spaning efter den tid som flytt. 2, I skuggan av unga flickor i blom är en roman av Marcel Proust, utgiven i Frankrike år 1919. Franska originalets titel är À l'ombre des jeunes filles en fleurs. Gunnel Vallquist översatte romanen till svenska 1965 och den kom ut i sin senaste tryckning på Albert Bonniers Förlag 1993. Romanen är den andra i en svit om sju böcker – På spaning efter den tid som flytt.

## Handling
Den första delen av romanen skildrar dels den unge berättarens första kontakter med societeten och dels hans olika ungdomsförälskelser. Viktiga nyckelpersoner inom societeten i den första delen är diplomaten markis de Norpois samt författaren Bergotte, vilken berättaren mycket beundrar och så småningom även får träffa. En stor del av tiden tillbringas även hemma hos Swann och hans hustru Odette, vilka båda förändras som personer av sitt udda äktenskap. Berättaren är förälskad i Gilberte, dottern i huset, men genom en rad missförstånd glider de så småningom ifrån varandra. På avstånd beundrar han även den högaristokratiska hertiginnan Guermantes vilken så småningom inviterar honom till en del tillställningar. Baron de Charlus, svåger till hertiginnan, erbjuder sig även att bli hans läromästare på en rad områden. Den andra delen av romanen utspelar sig i Balbec (verklighetens Cabourg) vid Normandies kust och här målas ett brett spektrum av sommargäster upp. Berättaren träffar här även den unga Albertine och hennes väninnor, vilka han tillbringar en stor del av säsongen med innan samtliga reser hem inför hösten.